# Sugar Apple Fairy Tale
Sugar Apple Fairy Tale (シュガーアップル・フェアリーテイル Shugā Appuru Fearī Teiru) là một bộ light novel giả tưởng Nhật Bản được viết bởi Mikawa Miri và minh họa bởi aki. Kadokawa Shoten đã xuất bản 17 tập từ tháng 3 năm 2010 đến tháng 2 năm 2015 dưới ấn hiệu Kadokawa Beans Bunko. Bản chuyển thể manga của Yukimura Alto đã được đăng trực tuyến nhiều kỳ qua trang web Hana to Yume Online thuộc Hakusensha từ tháng 11 năm 2012 đến tháng 10 năm 2014. Nó được tuyển tập thành hai tập tankōbon. Chuyển thể manga thứ hai với nét vẽ của Yozora no Udon đã được đăng nhiều kỳ trên tạp chí seinen manga Young Ace của Kadokawa Shoten kể từ tháng 11 năm 2021. Một bộ phim truyền hình anime do J.C.Staff chuyển thể được công chiếu từ tháng 1 đến tháng 9 năm 2023.

## Cốt truyện
Anne Halford là một nghệ nhân làm kẹo quyết tâm theo bước chân giống mẹ mình và trở thành Bậc thầy nghệ nhân kẹo đường bạc, một danh hiệu chỉ được ban tặng bởi hoàng gia. Để đến thủ đô và thực hiện ước mơ của mình, cô đã mua Challe, một tinh linh chiến binh đẹp trai nhưng ăn nói một cách mỉa mai, làm vệ sĩ cho mình. Anne mong muốn kết bạn với người bạn đồng hành mới của mình, nhưng ở vương quốc nơi các tinh linh bị coi là nô lệ khi con người có thể sở hữu một trong đôi cánh của họ (cánh của tinh linh cũng giống như một phần thân thể - là trái tim của tinh linh). Challe không muốn liên quan gì đến con người này hết.

## Nhân vật
Ann Halford (アン・ハルフォード An Harufōdo)
Lồng tiếng bởi: Nukui Yuka
Ann là nhân vật nữ chính và là một nghệ nhân Kẹo Bạc, người quyết tâm theo nghề giống người mẹ vừa qua đời của mình - trở thành bậc thầy Kẹo Bạc. Anne rời nhà đến Hội chợ Kẹo Hoàng gia ở Lewiston để tham gia cuộc thi giành danh hiệu Nghệ nhân Kẹo bạc và mua Challe, một tinh linh chiến binh để bảo vệ cô trong chuyến du hành của họ, nhưng hứa sẽ trả lại đôi cánh cho anh sau khi đến đó. Ann không thích việc các linh tinh bị bắt làm nô lệ và tin rằng tinh linh với con người có thể trở thành bạn bè như mẹ và cô đã tin tưởng. Ann là một nghệ nhân kẹo bạc chăm chỉ và có năng khiếu, cô tiếp tục nâng cao trình độ của mình qua việc gặp các nghệ nhân khác trong suốt hành trình và cô cũng rất nhanh trí, luôn đưa ra những ý tưởng thú vị để làm tác phẩm của cô. Ann cũng bắt đầu có tình cảm với Shall khi câu chuyện tiếp tục.
Shalle Fen Shalle (シャル・フェン・シャル Sharu Fen Sharu)
Lồng tiếng bởi: Mizunaka Masaaki
Challe hoặc Shall là một tinh linh chiến binh được Ann mua về làm hộ vệ cho cô. Là một tinh linh sinh ra từ hắc diệu thạch nên anh có năng lực tạo ra thứ sắc bén chả hạn như kiếm. Mặc dù rất đẹp trai và với mái tóc đen dài huyền bí nhưng Challe lại có miệng lưỡi sắc bén và thường xuyên trêu chọc Ann, hay gọi cô là bù nhìn. Trong quá khứ, anh là bạn thân của một cô gái trẻ tên là Liz hoặc Elizabeth người đầu tiên anh gặp sau khi sinh ra cho đến khi cô bị "con người" giết chết. Do nhiều năm làm nô lệ và cái chết của Liz, anh không tin tưởng vào con người, nhưng dần dần bắt đầu thân thiết với Ann và quyết định ở lại hành trình với cô sau khi cô trả lại đôi cánh còn lại cho anh. Trong suốt câu chuyện, anh hết sức bảo vệ Ann và nhận ra bản thân anh yêu cô, bằng chứng là anh rất ghen tị khi Gladus (tinh linh thú cưng của Bridget) sờ vào má cô dưới ánh mắt của anh và tức giận.
Mythril Lid Pod (ミスリル・リッド・ポッド Misuriru Riddo Poddo)
Lồng tiếng bởi: Takahashi Rie
Mithril là tinh linh nước được Ann cứu khỏi một thợ săn tinh linh tàn nhẫn. Dù không ưa và rất ghét con người nhưng cậu vẫn quyết tâm báo đáp công ơn của Anne và trở thành người bạn đồng hành trên hành trình của cô, cậu sẽ giúp cô những khi cô cần. Cậu buộc cánh quanh cổ theo kiểu một chiếc khăn quàng cổ và thích được gọi bằng tên đầy đủ của mình là Mythril Lid Pod-sama.
Hugh Mercury (ヒュー・マーキュリー Hyū Mākyurī)
Lồng tiếng bởi: Maeno Tomoaki
Hugh là Tử tước Kẹo bạc, người kết bạn với Ann trong chuyến hành trình của cô. Anh bị ấn tượng bởi kỹ năng của Ann và thúc đẩy cô trở chú ý hơn về kỹ năng để giúp truyền cảm hứng cho tác phẩm gốc của chính cô ấy. Anh cũng quen Alph Hingley và đã đặt biệt danh Kat cho anh, khiến anh bị Kat coi là kẻ khó ưa.
Kat (キャット Kyatto)
Lồng tiếng bởi: Kawashima Reiji
Kat hoặc Cat là nghệ nhân kẹo bạc cư trú tại thị trấn Lewiston. Khi đơn hàng bánh kẹo của anh bị phá hủy trong một vụ cướp, anh đã lầm tưởng Ann làm nên phải chịu trách nhiệm và tạm thời giao công việc bồi thường cho cô. Bất chấp thái độ kiêu căng và cứng rắn, anh tôn trọng sự chăm chỉ và kỹ năng của Ann và sẵn sàng thừa nhận sai lầm của mình, xin lỗi cô khi bị oan. Anh không thích những người thuộc tầng lớp thượng lưu hay những người đối xử bất công với người khác, từ chối bán hàng cho những khách hàng mà anh ta không ưa. Tên thật của Kat là Alph Hingley và anh không thích biệt danh đó - Hugh là người đặt. Anh ấy cũng quen với Hugh Mercury và Keith Powell.
Keith Powell (キース・パウエル Kīsu Paueru)
Lồng tiếng bởi: Terashima Takuma
Keith là con trai của Tử tước Kẹo bạc trước đây. Từ khi còn nhỏ, Keith đã dành phần lớn cuộc đời mình xung quanh các tiệm bánh kẹo và đã gặp nhiều nghệ nhân, trong đó có mẹ của Ann và Kat. Anh được đồng nghiệp kính trọng và mong muốn trở thành bậc thầy làm kẹo, nhưng do địa vị của cha mình nên anh chưa bao giờ bước vào Hội chợ Hoàng gia để ngăn chặn những tin đồn thất thiệt. Sau cái chết của cha mình, Keith quyết định tham gia cuộc thi và hiện đang ở xưởng Radcliffe. Anh là một chàng trai trẻ chân thành, người đề nghị giúp đỡ Ann vì hoàn cảnh và cách nuôi dạy tương tự của họ và coi cô ấy như một đối thủ xứng tầm không như Jonas và Sammy.
Jonas Anders (ジョナス・アンダー Jonasu Andā)
Lồng tiếng bởi: Uemura Yūto
Jonas là bạn cũ đồng thời là đối thủ của Ann, anh cũng là cháu trai của chủ xưởng Marcus Radcliffe, anh tham dự hội chợ kẹo bạc đại diện xưởng làm kẹo Radcliffe với tư cách nghệ nhân kẹo bạc nhưng thiếu kỹ năng và sự sáng tạo. Anh nhìn chung khá tốt bụng và giúp Ann hết sức có thể, anh cũng muốn kết hôn với cô nên làm các hành động thân mật nhưng đều bị Ann từ chối, còn bị cô nói anh làm vậy vì lòng thương hại cho cái chết của mẹ cô. Cho đến khi anh bỏ vẻ ngoài giả tạo đó và lộ ra bản chất thật, một tên thao túng ích kỷ: ăn trộm nguyên liệu kẹo đường lẫn tác phẩm của Ann và giới thiệu nó như tác phẩm của chính anh "làm" tại đại hội kẹo bạc Lewiston. Tuy vậy kế hoạch của anh vẫn bị phát hiện và thất bại vì không thể tái tạo lại tác phẩm đó, kết quả là anh bị "dạy dỗ" bởi Ann. Sau đó họ vẫn đụng độ nhau bất chấp hoàn cảnh.
Elliot Collins (エリオット・コリンズ  Eriotto Korinzu)
Lồng tiếng bởi: Okitsu Kazuyuki
Elliot là một nghệ nhân làm kẹo bạc đại diện xưởng Paige vì chủ xưởng (cha của Bridget) sức khoẻ không tốt. Anh là người hay tán tỉnh phụ nữ, thờ ơ và dễ gần nhưng cũng là một người đầy âm mưu. Sẵn sàng làm bất cứ điều gì để khôi phục lại xưởng Paige đang trên đà xuống dốc. Dù vậy, anh không phải là một người vô tâm khi rất quan tâm đến sức khỏe của chủ xưởng và giúp đỡ Ann.
Benjamin (ベンジャミン)
Lồng tiếng bởi: Suzuki Minori
Benjamin là một tinh linh lao động và thuộc về Kat. Cậu dễ mệt mỏi và thường xuyên ngủ nhưng luôn vui vẻ tuân theo mệnh lệnh của Kat và hoàn thành công việc. Cậu đã sở hữu đôi cánh của mình (vì Kat chỉ quan tâm đến làm kẹo), nhưng sẵn sàng ở lại với Kat vì nghĩ Kat là một người thú vị sau mấy trăm năm.
Cathy (キャシー Kyashī)
Lồng tiếng bởi: Yamane Aya
Là một nữ tinh linh lao động thuộc sở hữu của Jonas và cô thích thầm anh, xưng anh một cách tôn trọng là Jonas-sama. Cô còn dung túng giúp Jonas thực hiện kế hoạch bẩn thỉu của hắn, sẵn sàng nói dối vì Jonas.
Bridget Page (ブリジット・ペイジ Burijitto Peiji)
Lồng tiếng bởi: Mano Ayumi
Bridget là con gái của chủ xưởng Paige. Cô được sắp xếp để kết hôn với Elliot Collins, nhưng không có tình cảm với anh. Cô ngay lập tức yêu Shall khi gặp anh và quyết tâm có anh cho riêng mình, mặc dù anh từ chối tình cảm của cô và chỉ ra rằng cô yêu anh vì anh là một tinh linh. Dù được coi là tiểu thư của xưởng Paige, được chiều chuộng nhưng cô cũng muốn trở thành nghệ nhân kẹo bạc và không thể vì là con gái của chủ xưởng (ba cô nghĩ phụ nữ không hợp với công việc vất vả này). Cô cũng không ưa Ann, bất bình vì Ann là phụ nữ nhưng lại là một nghệ nhân kẹo bạc và ghen tị vì Shall luôn ở bên Ann mà không phải là cô. Cô nghĩ rằng mình không thực sự yêu Shall, lợi dụng để lấy đôi cánh của anh và sử dụng nó để điều khiển anh, hành động ích kỷ để đạt được thứ mình muốn.

## Truyền thông

### Light novel
| #  | Nhan đề                                                                                           | Ngày phát hành       | ISBN              |
| -- | ------------------------------------------------------------------------------------------------- | -------------------- | ----------------- |
| 1  | The Silver Sugar Master and The Obsidian Fairy Gin Satō-shi to Kuro no Yōsei (銀砂糖師と黒の妖精) | 31 tháng 3 năm 2010  | 978-4-04-455007-3 |
| 2  | The Silver Sugar Master and The Blue Duke Gin Satō-shi to Ao no Kōshaku (銀砂糖師と青の公爵)      | 31 tháng 7 năm 2010  | 978-4-04-455016-5 |
| 3  | Gin Satō-shi to Shiro no Kikōshi (銀砂糖師と白の貴公子)                                           | 30 tháng 11 năm 2010 | 978-4-04-455023-3 |
| 4  | Gin Satō-shi to Midori no Kōbō (銀砂糖師と緑の工房)                                               | 31 tháng 3 năm 2011  | 978-4-04-455044-8 |
| 5  | Gin Satō-shi to Murasaki no Yakusoku (銀砂糖師と紫の約束)                                         | 30 tháng 7 năm 2011  | 978-4-04-455050-9 |
| 6  | Gin Satō-shi to Aka no Ōkoku (銀砂糖師と赤の王国)                                                 | 30 tháng 9 năm 2011  | 978-4-04-455056-1 |
| 7  | Gin Satō-shi to Ki no Kakan (銀砂糖師と黄の花冠)                                                  | 28 tháng 12 năm 2011 | 978-4-04-100091-5 |
| 8  | Gin Satō-shi to Hai no Ōkami (銀砂糖師と灰の狼)                                                   | 31 tháng 3 năm 2012  | 978-4-04-100222-3 |
| 9  | Gin Satō-shi to Niji no Kōkei-sha (銀砂糖師と虹の後継者)                                          | 31 tháng 7 năm 2012  | 978-4-04-100402-9 |
| 10 | Gin Satō-shi to Mizu no Ōsama (銀砂糖師と水の王様)                                                | 29 tháng 9 năm 2012  | 978-4-04-100502-6 |
| 11 | Gin Satō-shi to Kin no Mayu (銀砂糖師と金の繭)                                                    | 28 tháng 12 năm 2012 | 978-4-04-100637-5 |
| 12 | Ōkoku no Gin Satō-shi-tachi (王国の銀砂糖師たち)                                                  | 30 tháng 3 năm 2013  | 978-4-04-100769-3 |
| 13 | Gin Satō-shi to Kon no Saishō (銀砂糖師と紺の宰相)                                                | 1 tháng 9 năm 2013   | 978-4-04-100975-8 |
| 14 | Gin Satō-shi to Gin no Gādian (銀砂糖師と銀の守護者)                                              | 1 tháng 1 năm 2014   | 978-4-04-101159-1 |
| 15 | Gin Satō-shi to Hi no Sōran (銀砂糖師と緋の争乱)                                                  | 1 tháng 5 năm 2014   | 978-4-04-101528-5 |
| 16 | Gin Satō-shi to Kuro no Yōsei-ō (銀砂糖師と黒の妖精王)                                            | 1 tháng 9 năm 2014   | 978-4-04-101527-8 |
| 17 | Gin Satō-shi-tachi no Mirai-zu (銀砂糖師たちの未来図)                                             | 1 tháng 2 năm 2015   | 978-4-04-102331-0 |

### Manga
Bộ manga chuyển thể bởi Yukimura Alto đã được đăng trực tuyến nhiều kỳ qua trang web Hana to Yume Online của Hakusensha từ tháng 11 năm 2012 đến tháng 10 năm 2014. Nó được tuyển tập thành hai tập tankōbon. Bộ manga chuyển thể thứ hai với nét vẽ của Yozora no Udon đã được đăng nhiều kỳ trên tạp chí seinen manga Young Ace của Kadokawa Shoten kể từ ngày 4 tháng 11 năm 2021.

#### Manga 2012
| # | Ngày phát hành       | ISBN              |
| - | -------------------- | ----------------- |
| 1 | 20 tháng 8 năm 2013  | 978-4-59-219771-3 |
| 2 | 20 tháng 10 năm 2014 | 978-4-59-219781-2 |

#### Manga 2021
| # | Ngày phát hành       | ISBN              |
| - | -------------------- | ----------------- |
| 1 | 3 tháng 6 năm 2022   | 978-4-04-112484-0 |
| 2 | 28 tháng 12 năm 2022 | 978-4-04-113054-4 |
| 3 | 4 tháng 8 năm 2023   | 978-4-04-113516-7 |
| 4 | 4 tháng 3 năm 2024   | 978-4-04-114341-4 |

#### Manga 2023
| # | Ngày phát hành      | ISBN              |
| - | ------------------- | ----------------- |
| 1 | 17 tháng 1 năm 2024 | 978-4-04-683135-4 |

### Anime
Vào ngày 1 tháng 10 năm 2021, bản chuyển thể thành anime đã được xác nhận. Sau đó, chuyển thể đã được tiết lộ là một bộ anime truyền hình do J.C.Staff sản xuất và Suzuki Yōhei đạo diễn, với kịch bản được viết bởi Minakami Seishi, thiết kế nhân vật do Iizuka Haruko đảm nhận và âm nhạc do Tsubakiyama Hinako sáng tác. Phần 1 của bộ phim được ra mắt vào ngày 6 tháng 1 năm 2023 trên AT-X và các kênh khác. Vào tháng 7, phần 2 sẽ  được công chiếu trên FPT play. Vào ngày 6 tháng 8 năm 2022, trong hội thảo ngành tại Crunchyroll Expo, Crunchyroll đã công bố giấy phép để được phát hành anime bên ngoài Châu Á. Ca khúc mở đầu "Musical" (ミュージカル Myūjikaru) được trình bày bởi Suzuki Minori, trong khi đó ca khúc kết thúc "Kanaeru" (叶える) được trình bày bởi Morohoshi Sumire.

#### Danh sách tập phim
| Phần 1 | |                                                     |                 |                            |                     |
| 1      | "Bù nhìn và tinh linh" Chuyển ngữ: "Kakashi to Yōsei" (tiếng Nhật: かかしと妖精)                                | Ishida Miyuki                                       | Minakami Seishi | Suzuki Yōhei               | 6 tháng 1 năm 2023  |
| 2      | "Đại lộ Bloody" Chuyển ngữ: "Buradi Kaidō" (tiếng Nhật: ブラディ街道)                                           | Morita Yūki                                         | Minakami Seishi | Suzuki Iku                 | 13 tháng 1 năm 2023 |
| 3      | "Táo đường là cây của sự phản bội" Chuyển ngữ: "Satō Ringo wa Uragiri no Ki" (tiếng Nhật: 砂糖林檎は裏切りの木) | Kaihō Kōzō                                          | Waba Akiko      | Itadaki Shinji             | 20 tháng 1 năm 2023 |
| 4      | "Tung tích của chứng nhận hoàng gia" Chuyển ngữ: "Ōke Kunshō no Yukue" (tiếng Nhật: 王家勲章の行方)             | Tanaka Akira                                        | Minakami Seishi | Suzuki Yōhei               | 27 tháng 1 năm 2023 |
| 5      | "Ann và xưởng kẹo đường Mèo" Chuyển ngữ: "An to Neko no Satōgashiten" (tiếng Nhật: アンと猫の砂糖菓子店)        | Ishida Miyuki Izumi Shizuka                         | Tomita Yoriko   | Ōhata Kiyotaka             | 3 tháng 2 năm 2023  |
| 6      | "Lâu đài bên bờ biển" Chuyển ngữ: "Umibe no Shiro" (tiếng Nhật: 海辺の城)                                       | Ishida Miyuki Tanaka Akira                          | Minakami Seishi | Suzuki Iku                 | 10 tháng 2 năm 2023 |
| 7      | "Lời từ biệt giả dối" Chuyển ngữ: "Itsuwari no Sayonara" (tiếng Nhật: いつわりのさよなら)                       | Morita Yūki                                         | Tomita Yoriko   | Ōhata Kiyotaka             | 17 tháng 2 năm 2023 |
| 8      | "Nếu tiếp tục nhìn cô" Chuyển ngữ: "Anata o Mitsume Tsuzukereba" (tiếng Nhật: あなたを見つめつづければ)         | Tanaka Akira                                        | Waba Akiko      | Suzuki Yōhei               | 24 tháng 2 năm 2023 |
| 9      | "Xưởng Radcliffe" Chuyển ngữ: "Radokurifu Kōbō" (tiếng Nhật: ラドクリフ工房)                                    | Kaihō Kōzō Ishida Miyuki                            | Waba Akiko      | Suzuki Kentarō             | 3 tháng 3 năm 2023  |
| 10     | "Tiểu thư của xưởng Page" Chuyển ngữ: "Peiji Kōbō no Reijō" (tiếng Nhật: ペイジ工房の令嬢)                      | Morita Yūki                                         | Tomita Yoriko   | Ōhata Kiyotaka             | 10 tháng 3 năm 2023 |
| 11     | "Thứ mình phải làm" Chuyển ngữ: "Tsukuru Beki Mono" (tiếng Nhật: つくるべきもの)                                | Izumi Shizuka Kaihō Kōzō                            | Minakami Seishi | Suzuki Kentarō             | 17 tháng 3 năm 2023 |
| 12     | "Không muốn bị chia cắt" Chuyển ngữ: "Hanashitakunakatta" (tiếng Nhật: 離したくなかった)                        | Tanaka Akira                                        | Minakami Seishi | Suzuki Iku                 | 24 tháng 3 năm 2023 |
| Phần 2 | |                                                     |                 |                            |                     |
| 13     | "Công xưởng của sự gian xảo và ngây thơ" Chuyển ngữ: "Kosui to Midori no Kōbō" (tiếng Nhật: 湖水と緑の工房)     | Tanaka Akira Ishida Miyuki                          | Waba Akiko      | Suzuki Kentarō             | 7 tháng 7 năm 2023  |
| 14     | "Khi ta thử lại một lần nữa" Chuyển ngữ: "Futatabi, Idomu Toki" (tiếng Nhật: 再び、挑むとき)                    | Matsui Fumihiro Mihashi Kazuya                      | Tomita Yoriko   | Ōhata Kiyotaka             | 14 tháng 7 năm 2023 |
| 15     | "Bậc Thầy Kẹo Bạc vì ai đó" Chuyển ngữ: "Dareka no Tame no Satōgashi" (tiếng Nhật: 誰かのための砂糖菓子)        | Morita Yūki                                         | Waba Akiko      | Itadaki Shinji             | 21 tháng 7 năm 2023 |
| 16     | "Đường bạc đầu tiên" Chuyển ngữ: "Saisho no Gin Satō" (tiếng Nhật: 最初の銀砂糖)                                | Tanaka Akira                                        | Tomita Yoriko   | Suzuki Kentarō             | 28 tháng 7 năm 2023 |
| 17     | "Lâu đài không có huy văn" Chuyển ngữ: "Monshō Naki Shiro" (tiếng Nhật: 紋章なき城)                             | Morita Yūki                                         | Minakami Seishi | Suzuki Iku                 | 4 tháng 8 năm 2023  |
| 18     | "Tôi không sợ ma đâu nhé" Chuyển ngữ: "Yūrei Nanka Kowakunai" (tiếng Nhật: 幽霊なんかこわくない)                | Ishida Miyuki                                       | Waba Akiko      | Suzuki Yōhei               | 11 tháng 8 năm 2023 |
| 19     | "Tôi muốn mượn cả tay mèo nữa" Chuyển ngữ: "Neko no Te mo Karitai" (tiếng Nhật: 猫の手も借りたい)               | Izumi Shizuka                                       | Tomita Yoriko   | Suzuki Kentarō             | 18 tháng 8 năm 2023 |
| 20     | "Lời thề màu tím" Chuyển ngữ: "Murasaki no Yakusoku" (tiếng Nhật: 紫の約束)                                     | Tanaka Akira Ishida Miyuki                          | Waba Akiko      | Tanaka Akira Ishida Miyuki | 25 tháng 8 năm 2023 |
| 21     | "Tinh linh màu đỏ" Chuyển ngữ: "Akai Yōsei" (tiếng Nhật: 赤い妖精)                                              | Tanaka Akira Ishida Miyuki                          | Minakami Seishi | Itadaki Shinji             | 1 tháng 9 năm 2023  |
| 22     | "Tinh linh và con người" Chuyển ngữ: "Yōsei to Hito to" (tiếng Nhật: 妖精と人と)                                | Matsui Fumihiro Mihashi Kazuya                      | Tomita Yoriko   | Suzuki Kentarō             | 8 tháng 9 năm 2023  |
| 23     | "Kẻ trở thành Vua Tinh Linh" Chuyển ngữ: "Yōsei Ō to Naru Mono" (tiếng Nhật: 妖精王となる者)                    | Morita Yūki                                         | Waba Akiko      | Iwasaki Yoshiaki           | 15 tháng 9 năm 2023 |
| 24     | "Hình thái mới" Chuyển ngữ: "Atarashii Katachi" (tiếng Nhật: 新しいかたち)                                      | Tanaka Akira Kaihō Kōzō Ishida Miyuki Izumi Shizuka | Minakami Seishi | Suzuki Yōhei               | 22 tháng 9 năm 2023 |